# Liste der Baudenkmale in Warpe
In der Liste der Baudenkmale in Warpe sind alle Baudenkmale der niedersächsischen Gemeinde Warpe aufgelistet. Die Quelle der  Baudenkmale ist der Denkmalatlas Niedersachsen. Der Stand der Liste ist der 29. Oktober 2020.

## Allgemein
In den Spalten befinden sich folgende Informationen:
- Lage: die Adresse des Baudenkmales und die geographischen Koordinaten. Kartenansicht, um Koordinaten zu setzen. In der Kartenansicht sind Baudenkmale ohne Koordinaten mit einem roten Marker dargestellt und können in der Karte gesetzt werden. Baudenkmale ohne Bild sind mit einem blauen Marker gekennzeichnet, Baudenkmale mit Bild mit einem grünen Marker.
- Bezeichnung: Bezeichnung des Baudenkmales
- Beschreibung: die Beschreibung des Baudenkmales. Unter § 3 Abs. 2 NDSchG werden Einzeldenkmale und unter § 3 Abs. 3 NDSchG Gruppen baulicher Anlagen und deren Bestandteile ausgewiesen.
- ID: die Objekt-ID des Baudenkmales
- Bild: ein Bild des Baudenkmales, ggf. zusätzlich mit einem Link zu weiteren Fotos des Baudenkmals im Medienarchiv Wikimedia Commons. Wenn man auf das Kamerasymbol klickt, können Fotos zu Baudenkmalen aus dieser Liste hochgeladen werden:

## Helzendorf

### Gruppe: Wassermühle mit Stau und Mühlenteich
Die Gruppe „Wassermühle mit Stau und Mühlenteich“ hat die ID 31036847.

| Lage                                    | Bezeichnung | Beschreibung | ID       | Bild           |
| --------------------------------------- | ----------- | --- | -------- | -------------- |
| Helzendorf 5 52° 45′ 34″ N, 9° 3′ 56″ O | Wassermühle | Die Wassermühle Heuermann ist ein Gebäude in Fachwerk mit Lehm- und Steinausfachungen von 1655                                                                    | 31057510 | Weitere Bilder |
| Helzendorf 5 52° 45′ 33″ N, 9° 3′ 56″ O | Stau        | Seit 860 ist hier der Standort der Helzendorfer Mühle seit 1580 im Besitz der Familie Heuermann; das Fachwerkgebäude der Wassermühle Heuermann wurde 1839 gebaut. | 31057530 | Weitere Bilder |
| Helzendorf 5 52° 45′ 33″ N, 9° 3′ 54″ O | Mühlenteich | Mühlenteich der Wassermühle Heuermann | 31057547 | Weitere Bilder |

## Mahlenstorf

### Einzelbaudenkmale
| Lage                                   | Bezeichnung              | Beschreibung                                                                                                  | ID       | Bild |
| -------------------------------------- | ------------------------ | --- | -------- | ---- |
| Nordholz 6 52° 44′ 32″ N, 9° 3′ 37″ O  | Wohn-/Wirtschaftsgebäude | Das Wohn- und Wirtschaftsgebäude Nordholz 6 ist ein Zweiständerhallenhaus in Fachwerk aus dem 18. Jahrhundert | 31057564 |      |
| Nordholz 35 52° 44′ 22″ N, 9° 3′ 49″ O | Motormühle               | Busch’ens Mühle von 1910, Schrotkornmühle, innen mit komplett erhaltener technische Ausstattung.              | 31057623 |      |

## Warpe

### Einzelbaudenkmale
| Lage                                | Bezeichnung | Beschreibung      | ID       | Bild |
| ----------------------------------- | ----------- | ----------------- | -------- | ---- |
| Warpe 28 52° 45′ 27″ N, 9° 6′ 16″ O | Speicher    | Speicher Warpe 28 | 31057585 |      |